# الناقل الموضعي للأدينين نوكليوتيد
الناقل الموضعي للأدينين نوكليوتيد (بالإنجليزية: Adenine nucleotide translocator (ANT)) ويعرف أيضاً باسم ADP/ATP translocase(ANT ADP/ATP carrier protein (AAC) أو mitochondrial ADP/ATP carrier يقوم بتبادل الأدينوسين ثلاثي الفوسفات أو ATP الحر مع الأدينوسين ثنائي الفوسفات أو ADP الحر عبر غشاء الميتوكندريا الداخلي. يعد هذا البروتين الأكثر وفرة في الغشاء الداخلي للميتوكندريا وينتمي إلى عائلة حاملة الميتوكوندريا.
يتم نقل ADP الحر من السيتوبلازم إلى مصفوفة الميتوكندريا، بينما يتم نقل ATP الناتج من الفسفرة التأكسدية من مصفوفة الميتوكندريا إلى السيتوبلازم، وبالتالي تزويد الخلايا بمخزونها الرئيسي للطاقة. يعد الناقل الموضعي للأدينين نوكليوتيد محصور على حقيقيات النوى ويعتقد أنها تطورت وأُنشئت أثناء تكوين حقيقيات النوى. تحتوي الخلايا البشرية على أربعة أنواع من النواقل الموضعية للأدينين نوكليوتيد: SLC25A4, SLC25A5, SLC25A6 و SLC25A31 والتي تشكل أكثر من 10٪ من البروتين المتواجد في الغشاء الداخلي للميتوكندريا. تصنف هذه البروتينات تحت الفصيلة الحاملة للميتوكندريا.

## الأنواع
في البشر، هناك ثلاثة أشكال متمثلة من النظائر البروتينة للناقل الموضعي للأدينين نوكليوتيد:
- SLC25A4 - يوجد بشكل رئيسي في عضلة القلب والهيكل العظمي.
- SLC25A5 - يوجد بشكل رئيسي في الخلايا الليفية اليافعة.
- SLC25A6 - يوجد بشكل رئيسي في الكبد.

## التركيب
يعتقد منذ فترة طويلة أن ANT يعمل كمثنوي متماثل، ولكن هذا المفهوم تم وضعه تحت التحدي من خلال التخطيط الهيكلي للخميرة Aac3p والتي تم حلها بواسطة علم البلورات الإلكترونية، والتي أظهرت أن البروتين كان متماثلًا بمقدار ثلاثة أضعاف وأحادي القسيمة أو مونومر، وتتم عملية مسار الانتقال الموضعية للركيزة أو المادة الأساسية من خلال المركز. أكد التركيب الذري للANT المتواجدة في الأبقار هذه الفكرة، وقدم الطية الهيكلية الأولى لحاملة الميتوكندريا. بعد مزيدِِ من العمل، تبين أن ANT يتواجد بشكل رئيسي كأحادي القسيمة أو مونومر في المنظفات والمطهرات. كما يعمل أيضاً كمونومر في أغشية الميتوكندريا.
يعد ANT البروتين الناقل لل ATP/ADP الرئيسي في الخلايا البشرية والبروتين الأولي والبدائي لهذه العائلة. تبلغ كتلته حوالي 30 كيلو دالتون، ويتكون من 297 بقايا أو رفات. يتشكل البروتين من ستة لولبات ألفا بروتينية العبر غشائية الشكل، والتي تشكل برميلًا ينتج عنه انخفاض عميق على شكل مخروط يمكن الوصول إليه من الخارج حيث يرتبط فيها الركيزة أو المادة الأساسية. يتكون التجويف الارتباطي، والمحفوظ في معظم النظائر البروتينية، من بقايا أساسية تسمح بالارتباط القوي بـ ATP أو ADP ويبلغ قطرها الأقصى 20 درجة مئوية وعمق 30 درجة مئوية. في الواقع، تم إثبات أن بقايا الأرجينين 96 و 204 و 252 و 253 و 294، وكذلك اللايسين 38، ضرورية للحفاظ على نشاط النقل.

## الوظيفة
يقوم الناقل الموضعي للأدينين نوكليوتيد بنقل ال ATP، والذي تم إنشاؤه من خلال عملية الفسفرة التأكسدية، إلى داخل السيتوبلازم، حيث يمكن استخدامه كمصدر للطاقة الرئيسية للخلية من أجل تمكين التفاعلات الديناميكا الحرارية الغير المرغوب فيها. 
بغض النظر عن تبادل ADP و ATP عبر الغشاء الداخلي للميتوكوندريا، يظهر ANT أيضًا نشاطًا جوهريًا في عملية فك الارتباط.